# Castelo de Aigle

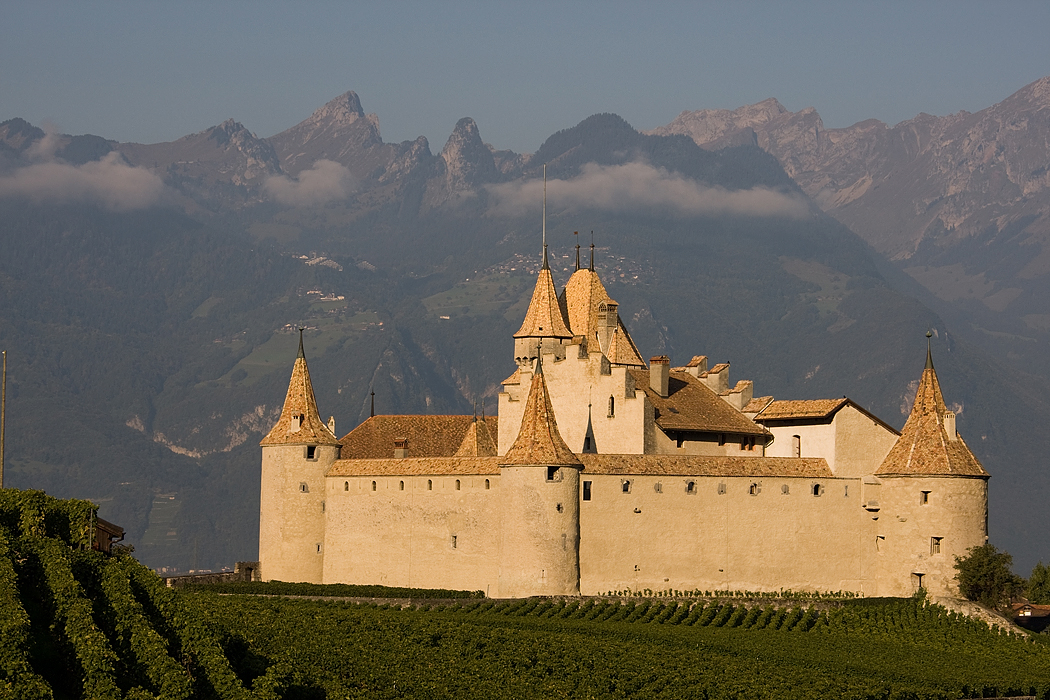
"Château d'Aigle"

O Castelo de Aigle ("Château d'Aigle") é um castelo construído no século XII para abrigar a família da Casa de Saboia.
O Castelo de Aigle hoje hospeda o "Museu da Vinha e do Vinho", que apresenta um impressionante acervo de equipamentos usados desde o século XII para produzir e armazenar vinho. Num dos seus salões foi instalado o Museu Internacional do Rótulo, que apresenta rótulos de garrafas de vinho provenientes de diversas épocas e de vários países.